# Aeroportul Internațional Muan
Aeroportul Internațional Muan (IATA: MWX, ICAO: RKJB) este un aeroport din Muan County⁠(d), Jeolla de Sud, Coreea de Sud ce deservește zona Gwangju. Aeroportul a fost tranzitat în 2022 de 29.394 de pasageri. A fost deschis în 2007.
Situat la o altitudine de 16 m, aeroportul dispune de 1 pistă. Este operat de Korea Airports Corporation⁠(d).

## Infrastructură

### Piste
Aeroportul dispune de o singură pistă. Pista 01/19 are suprafața de beton. 